# Musica ribelle Live
Musica ribelle Live è il quarto album dal vivo di Eugenio Finardi, pubblicato nel 2013.
Esso è caratterizzato da interventi parlati introduttivi alla canzone successiva, e per questo le durate sono dilatate, e da un approccio decisamente rock, rispetto ai precedenti live più teatrali e orchestrali.
La traccia 9 del primo CD contiene, oltre a La canzone dell'acqua anche Patrizia, ma questo brano non viene esplicitato nei titoli, riportando solo il titolo della prima canzone.
Alla fine è presente anche una cover di Hey Joe. 

## Tracce
CD1
1. Trappole
2. Se solo avessi
3. Dolce Italia
4. Soweto
5. Le ragazze di Osaka
6. Valeria come stai?
7. Non è nel cuore
8. Mojo Philtre
9. La canzone dell'acqua/Patrizia
10. Oggi ho imparato a volare
11. Non diventare grande mai

CD2
1. F104
2. MayDay
3. Quasar
4. Estrellita
5. La forza dell'amore
6. Giai Phong
7. Uno di noi
8. La radio
9. Musica ribelle
10. Extraterrestre
11. Saluteremo il signor padrone
12. Hey Joe